# Inachos (mythologie)
Pour les articles homonymes, voir Inachos (homonymie) et Inachus (homonymie).
Dans la mythologie grecque, Inachos (en grec ancien Ἴναχος / Ínakhos) ou Inachus (en latin Inachus) est le dieu fleuve de l'Inachos d'Argolide et un roi d'Argos, qui joue un rôle important en tant qu'ancêtre de nombreux héros.

## Famille

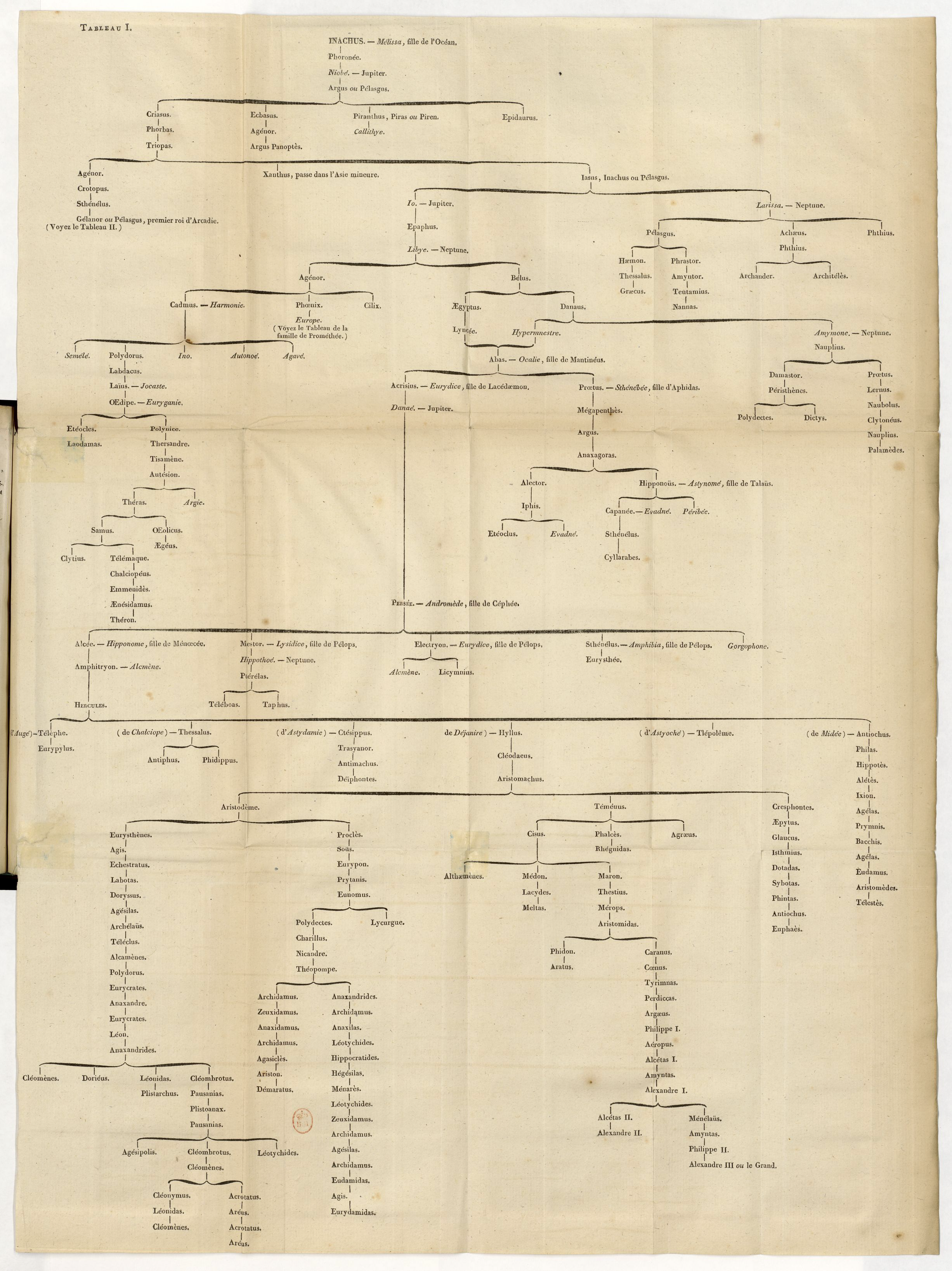
Généalogie descendante d'Inachos, dressée par Étienne Clavier (1809).

### Ascendance
En tant que Dieu fleuve, Inachos est un fils du titan Océan et de son épouse, la titanide Téthys. Il est l'un de leur multiples fils, les Dieux fleuves, généralement au nombre de trois mille, et a pour sœurs les Océanides, elles aussi au nombre de trois mille, l'ainée desquels étant Styx, déesse du fleuve infernal du même nom. Ouranos (le Flot) et Gaïa (la Terre) sont ses grands-parents tant paternels que maternels.

### Descendance
Inachos est, de par son union avec l'océanide Mélia, le père d'Io et de Mycène (et parfois d'Argos Panoptès).
Il passe parfois également pour le père de Phoronée et Égialée, conçus eux aussi avec Mélia.
Selon Hygin, la mère d'Io et Phoronée n'est cependant pas Mélia mais Argie.

### Tableau comparatif de la famille d'Inachos
| Parenté | Noms              | Sources | Sources          | Sources           | Sources           | Sources | Sources   | Sources        | Sources              | Sources      |
| Parenté | Noms              | Hésiode | Valerius Flaccus | Pseudo-Apollodore | Pseudo-Apollodore | Hygin   | Pausanias | Saint Augustin | Clément d'Alexandrie | Jean Tzétzès |
| ------- | ----------------- | ------- | ---------------- | ----------------- | ----------------- | ------- | --------- | -------------- | -------------------- | ------------ |
| Parents | Océan et Téthys   |         |                  | ✓                 |                   | ✓       |           |                |                      |              |
| Femme   | Mélia             |         |                  | ✓                 | ?                 |         |           |                |                      |              |
| Femme   | Argie             |         |                  |                   |                   | ✓       |           |                |                      |              |
| Enfants | Mycène            | ✓       |                  |                   |                   |         | ✓         |                |                      |              |
| Enfants | Io                |         | ✓                |                   | ✓                 | ✓       | ✓         | ✓              |                      |              |
| Enfants | Amymone           |         | ✓                |                   |                   |         |           |                |                      |              |
| Enfants | Mésséis           |         | ✓                |                   |                   |         |           |                |                      |              |
| Enfants | Hypérie           |         | ✓                |                   |                   |         |           |                |                      |              |
| Enfants | Phoronée          |         |                  | ✓                 |                   | ✓       | ✓         | ✓              |                      |              |
| Enfants | Égialée (Sicyone) |         |                  | ✓                 |                   |         |           |                |                      |              |
| Enfants | Argos (Panoptès)  |         |                  |                   | ✓                 |         |           |                |                      |              |
| Enfants | Phégoüs           |         |                  |                   |                   |         |           | ✓              |                      |              |
| Enfants | Themisto          |         |                  |                   |                   |         |           |                | ✓                    |              |
| Enfants | Philodicé         |         |                  |                   |                   |         |           |                |                      | ✓            |

## Mythe
Avec son fils Phoronée, il est choisi comme arbitre pour régler la dispute qui opposait Héra et Poséidon pour la possession de l'Argolide (d'autres versions font de ses frères Astérion et Céphise les deux autres arbitres). Ayant choisi Héra, il est puni par Poséidon et se retrouve à sec, condamné à n'avoir de l'eau que lors des jours de pluie.

## Littérature
Sophocle a écrit un drame satyrique homonyme dont il ne reste plus que quelques vers aujourd'hui.